# Fonds forestier national
Pour les articles homonymes, voir FFN.
Le Fonds forestier national (FFN) était un fonds français, créé en 1946 pour permettre une gestion plus dynamique des forêts françaises et pour aider la filière bois à se développer. Il visait principalement à encourager le reboisement (en résineux surtout) et à désenclaver les forêts, c'est-à-dire y favoriser l'accès aux grumiers. 
Il a permis de mobiliser 32 milliards de francs (francs 1999 soit 6,3 Mrd € 2015) durant un demi-siècle. 
Alimenté par une taxe fiscale, il échappait à l’annualité budgétaire. Ayant été jugé inadapté sous cette forme, il n'existe plus depuis le 1er janvier 2000, remplacé depuis par d’autres aides de l’État, notamment la contribution volontaire obligatoire (CVO) qui alimente France Bois Forêt, interprofession regroupant les différents métiers de la filière forêt-bois. 
Certains comme Jean Puech estiment aujourd'hui qu'il manque au développement de la forêt communale et privée.

## Fonctionnement

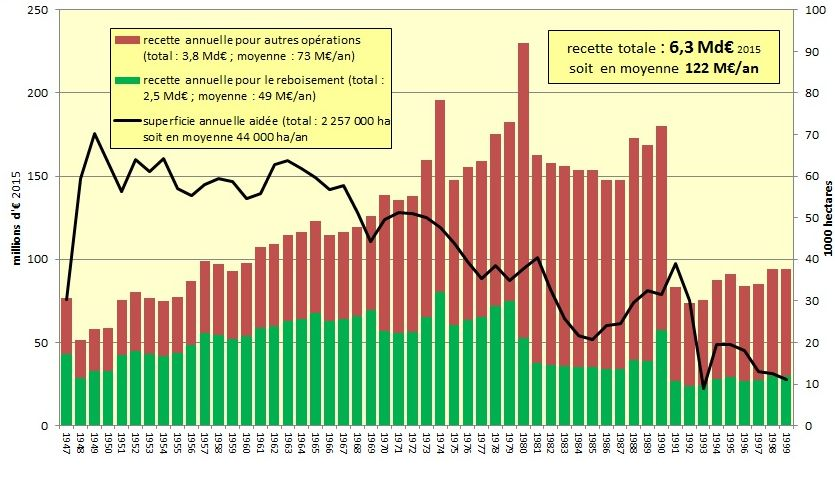
Aides du FFN de 1947 à 1999 (d'après Dodane, 2009 actualisé)

Durant la seconde moitié du XXe siècle (1947 à 1999), le FFN a drainé 6,3 milliards d’euros 2015 (32 milliards de francs 1999), soit en moyenne 122 millions d’euros par an. Cependant cette moyenne masque des disparités temporelles. En effet les recettes du FFN se sont accrues progressivement jusqu’en 1980 pour se stabiliser approximativement autour de 150 millions d’euros par an (800 millions de francs) pendant la décennie 1980. Mais  dès ces années-là, la Commission Européenne a émis des critiques juridiques sur la taxe française unique sur les produits forestiers, ce qui a conduit la France à créer avec la loi de finances de 1991 une nouvelle taxe forestière à l'assiette différente. Entre 1990 et 1992, les recettes du FFN ont chuté de près de 60% n’atteignant plus que 70 millions d’euros par an (375 millions de francs). Après 1992, le budget de l’État est intervenu pour compléter la part du FFN et drainer certains financements européens (le montants des financements européens et du budget de l’État ne figurent pas sur le graphique des recettes totales du FFN). Malgré ces réformes des investissements publics forestiers, la fin du FFN fut prononcée (loi de finances de 2000) à la grandes satisfaction des industriels de la filière forêt-bois, le FFN étant devenu d’outil fédérateur de la filière, une « véritable pomme de discorde ».
Sur les 6,3 milliards d’euros de recettes entre 1947 et 1999, seulement 44% en moyenne (soit 2,5 Md€ ou 14,3 MdF) furent directement affectées aux boisements, reboisements et améliorations des peuplements. Mais cette moyenne masque une diminution régulière de la part des dépenses du FFN réellement affectée au boisement et reboisement (55% environ de 1950 à 1969, de 40% au cours des années 1970 et de 30% durant les décennies 1980 et 1990). Les autres grands postes de dépenses du FFN en plus des frais de personnel et de fonctionnement étaient au nombre de six :
- la production de graines et de plants  forestiers (dont création de sècheries - comme celle de la Joux à Supt dans le Jura -, de pépinières administratives - comme celles de Peyrat-le-Château, de Guémené-Penfao -, de vergers à graines...),
- la recherche, la formation et la vulgarisation,
- les organismes de développement forestier et du bois (dont le financement de l’Institut pour le Développement Forestier - IDF -, du  Centre  Technique  du Bois  et  de  l’Ameublement - ex-CTBA, désormais regroupé au sein du FCBA -, de  l’Association  Forêt-Cellulose - ex-AFOCEL, désormais regroupé au sein du FCBA -, des  Centres  Régionaux  de  la Propriété Forestière - CRPF -, de l'Inventaire Forestier National - ex-IFN -...),
- la conservation des forêts (avant le régime Sérot-Monichon de 1959[7], octroi de prêts en numéraire, dits « de conservation » dès lors que certaines propriétés étaient menacées à la suite d'une succession de coupes abusives ou de démembrement)
- les équipements forestiers (routes, pistes, DFCI, place de dépôt et de  retournement, accueil),
- le développement de la filière forêt-bois (aides à l'amont de la filière, auprès d'entrepreneurs d'exploitation forestière, par l'achat de tracteurs forestiers, de machines d'abattage... ; aides à l'aval de la filière, par la modernisation des scieries...).

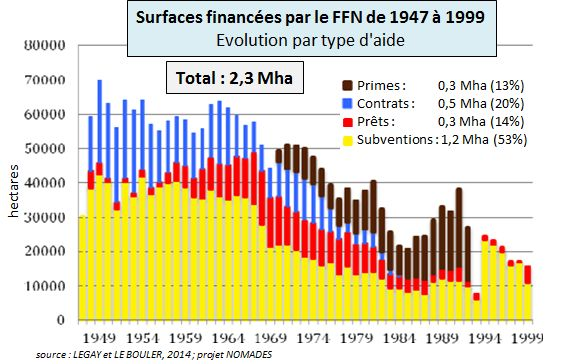
Evolution des types d'aides (Legay, 2014)

Le Fonds était un compte spécial du Trésor, alimenté par une taxe versée par les exploitants forestiers et le commerce de première transformation du bois (plusieurs milliers d’entreprises à l'époque). 
Les aides ont pris des formes variées : 
- des subventions (en espèces ou en nature - ces dernières en « bons-subventions » permettant de s'approvisionner en plants auprès de pépinières forestières) qui ont permis le reboisement de petites surfaces, en moyenne de 1,7 ha ;
- des « primes » (apparues en 1970), qui sont des subventions en espèces adaptées à des surfaces généralement plus importantes (au moins 10 ha) ;
- des prêts en numéraire, à faible taux d’intérêt (0,25 %) ;
- des « contrats » ; prêts sous forme de travaux exécutés par l'État qui se remboursent sur les premières ventes de bois.

## Histoire
Cet outil a été créé par la loi n°46-2172 du 30 septembre 1946 en application du programme du Conseil national de la Résistance, à la suite du rapport Leloup  (mai 1945) ainsi qu'un autre outil, de suivi et évaluation et de statistique, qui existe encore : l'Inventaire forestier national ou IFN créé le 24 septembre 1958.  
En 1945, dans son « Rapport sur une politique forestière », M. Leloup, Directeur Général des Eaux et Forêt, écrivait : « La définition d’une politique forestière est l’expression d’une volonté ; il s’agit d’abord de tracer l’orientation qu’on se propose de donner au marché des bois, et en conséquence de la politique à suivre vis-à-vis des entreprises forestières et de la forêt [nous suivrons] donc un ordre inverse [de celui suivi pour la présentation des données, à savoir] : politique du bois, politique des entreprises forestières, politique de la forêt ».
Selon cette loi, le Fonds forestier national visait à mettre en œuvre « tout ce qui a pour but d’accroître les ressources forestières, de faciliter l’écoulement des produits forestiers et de mieux satisfaire les besoins en bois de la population ».
Le FFN  visait notamment répondre aux séquelles de guerre (forte demande de bois liée à la reconstruction qui a fait suite à la Seconde Guerre mondiale, la Première Guerre mondiale ayant elle-même été source de forte pression sur la forêt française). Il a ensuite répondu à :
- la demande croissante de fibres (secteur papier en  forte croissance durant plus de 50 ans) ;
- demande croissante en bois-matériaux, dans un contexte où la construction a été dopée par les suites du Baby boom, et le contexte de forte immigration et de développement des résidences secondaires durant les Trente Glorieuses).

Ainsi le Comité de contrôle du FFN (créé en 1947) avait fixé comme objectif chiffré à celui-ci, mais non véritablement localisé, de boiser et reboiser sur une période de 30 ans (1947-1977), 2 millions d’hectares répartis comme suit : 
- 800 000 hectares d’enrésinement de taillis ;
- 700 000 hectares de reconstitution de peuplements détruits par les incendies, les insectes et la surexploitation due à la guerre ;
- 400 000 hectares de boisement en terrains nus et
- 100 000 hectares de plantations de peupliers[3].

Le fond a pleinement joué les rôles que lui avaient attribué les élus après guerre, mais les membres de la filière se plaignant de supporter trop de charges, et la surface forestière ayant fortement augmenté, l'idée de supprimer le FFN s'est progressivement développée dans les années 1980. 
De plus, favorisant une concurrence déloyale par rapport à d'autres pays, il nécessitait une dérogation à la réglementation européenne.

## Bilan du FFN

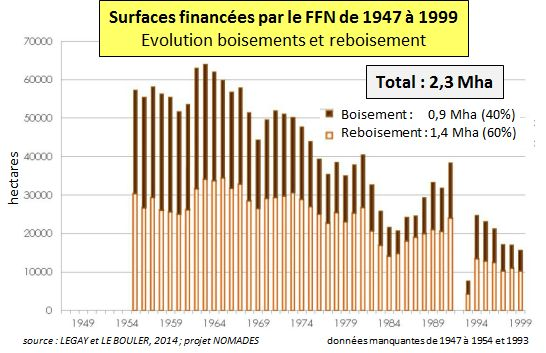
Evolution en boisement et reboisement (Legay, 2014)

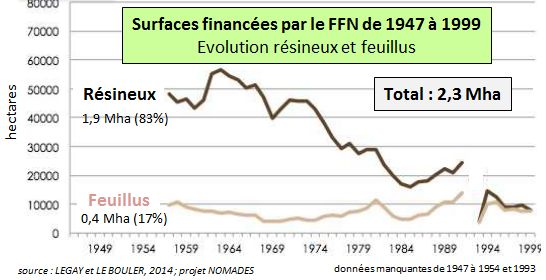
Evolution en résineux et feuillus (Legay, 2014)

Évolutions comparées de la surface forestière et de la population en France. L'extension forestière reprend à un rythme élevé à partir dès 1946 grâce en partie aux aides publiques du FFN.

La surface boisée et reboisée a atteint au cours des 52 années de mise en œuvre du FFN un total 2 257 000 hectares (arrondi à 2,3 millions d’ha), soit une moyenne annuelle d’environ 44 000 ha. Cependant l’évolution en surface met en évidence une phase stationnaire de pleine activité du FFN de 1949 à 1967 où 55 000 hectares sont boisés ou reboisés chaque année, puis de 1967 à 1999 une décroissance continue et régulière, avec cependant quelques creux : en 1968 (dû aux événements de mai 1968 qui frappent le pays et déstabilisent l’Etat), en 1983 et 1993 (sûrement en conséquence d’une crise de la filière-bois).
On voit également que le rapport de boisement/reboisement reste à peu près constant à 60 % de reboisement, soit environ 0,9 Mha de boisement et 1,2 Mha de reboisement. Compte-tenu d’un taux de réussite des plantations avoisinant les 80%, l’augmentation de la surface boisée par le FFN est de l’ordre de 0,8 Mha. Cette valeur est à rapprocher de l’augmentation très importante de 5 Mha de la surface boisée en France durant la même période (1945 : 11 Mha et 2010 : 16 Mha). Ainsi ce sont très majoritairement des boisements spontanés dus à la déprise agricole et à l’exode rural qui se sont installés ; pour un 1 ha planté artificiellement, environ 5 ha de friches se sont boisés naturellement.
Parmi les aides du FFN, ce sont les subventions octroyées à des petites surfaces qui sont majoritaire (53%). Ainsi ce sont près de 1,9 Mha de « timbres-poste » d’une surface de 1 à 2 ha qui ont bénéficié du FFN, ce qui peut constituer actuellement un handicap en termes de gestion et d’exploitation. Concernant la nature des propriétaires, ce sont plus de 75% de surfaces appartenant à des propriétaires privés qui ont bénéficié des aides du FFN.
Le choix des essences introduites par le FFN s’est fait très majoritairement (à 83%, soit 1,9 Mha) parmi les résineux. Plus de la moitié s’est fait en pins (environ 65% pin maritime, 25% pin laricio, 5% pin noir d’Autriche, 5% pin sylvestre) en Douglas (environ 25%) et en Epicéas (15% ; épicéa commun et épicéa de Sitka). , après une majorité de Peupliers (Pop. I214, Pop. robusta...), viennent ensuite les Chênes (chêne pédonculé, chêne sessile, chêne rouge...) et le Hêtre. Malgré l'effort considérable de reboisement que fut le FFN, le contenu des archives est pauvres en détails technique sure les essences plantées et sur leur succès.

## Critiques et limites du FFN
Ce fonds, outil principal (avec les incitations fiscales et le soutien de l'ONF et des CRPF) de la politique et stratégie forestière nationale de la France a durant 50 ans parfaitement répondu à :
- un objectif d'extension forestière (plus de 2 millions d’hectares ont été plantés dont 1,5 million appartiennent à des propriétaires privés) et de développement de pépinières forestières ; le FFN a développé un réseau de pépinières, dont certaines contribuant à des expérimentations techniques sur la « mycorhization contrôlée » de l'épicéa (Picea excelsa) et le douglas par exemple, pour gagner en croissance en pépinière et après plantation[15]. Ces expériences ont eu lieu dans la pépinière de Peyrat-le-Château (Haute-Vienne), de 40 hectares, située entre 560 et 595 m d'altitude[15], sur un sol de lande ayant préalablement reçu fumures et engrais[15].
- une volonté de développement de routes, pistes et cloisonnement permettant une exploitation plus rapide et rentable des forêts ;
- une volonté de mise en place de système de défense contre les incendies de forêts (DFCI) en Aquitaine ;
- Une volonté de développement des métiers de la forêt (équipement des scieries, amélioration de l'accessibilité aux matériels lourds, etc.) ;
- La surface forestière a crû de 30 % au cours de la deuxième moitié du XXe siècle.

Mais il a eu quelques effets pervers ou indirects :
- l'enrésinement de la forêt française : sur les nouvelles surfaces apparues grâce au FFN dans la forêt française au cours de la seconde moitié du XXe siècle, les trois quarts seraient résineuses (1,5 million d'ha sur 2)[16] ; en effet les résineux (épicéa de Sitka, essence originaire de la côte ouest américaine, et douglas qui est une essence exotique) ainsi que les peupliers (divers clones très productifs, dont belgo-canadiens) ont été fortement privilégiés ; par les critères d'éligibilité au FFN, puis d'ailleurs par d'autres systèmes d'aides jusqu'au début des années 1990. Cette préférence a été à l'époque justifiée par la recherche d'essences à croissance très rapide (et donc à courtes révolutions, permettant au sylviculteur de toucher les gains de ses propres investissements) et répondant aux demandes du marché telles qu'elles s'exprimaient dans les années 1945-1960 ; les plantations massives de résineux avaient à la fin de la Seconde Guerre mondiale été déclarées d'intérêt national). Là où l'aide aux feuillus existait, de nombreux sylviculteurs ont choisi une rentabilité éventuellement moindre, mais de plus court terme, et il existe encore dans beaucoup de régions françaises (Morvan par exemple) un déséquilibre feuillu/résineux ;
- Ceci s'est fait au détriment de la biodiversité naturelle qui aurait été utile au maintien ou renforcement de la résilience des forêts, face aux maladies introduites et au dérèglement climatique.
- Ces aides ont aussi encouragé les coupes rases et l'artificialisation des forêts, ainsi que leur fragmentation écologique.
- Dans le contexte d'exode rural qui a accompagné l'industrialisation de l'agriculture, le reboisement s'est aussi fait au détriment de milieux tels que le bocage et les prairies de basse montagne qui offraient des habitats de substitution à de nombreuses espèces des milieux ouverts ou semi-ouverts, qui ont vu leur habitat disparaître avec la fermeture de certains paysages densément enrésinés (seconde moitié du XXe siècle).
- Dans le paysage cévenol, le pin maritime a pris la place du châtaignier traditionnel, élément important de l'identité cévenole[17]. Les châtaigneraies résiduelles moins bien entretenues sont parfois tombées malades. Mais cette critique est contestable : le châtaignier est un arbre très exigeant (qualité du sol et pluviométrie), qui ne prospérait en bien des endroits que comme plante cultivée. Le retour aux conditions "sauvages" l'a condamné.
- Le fonds a indirectement contribué à privilégier certaines essences et certaines souches, parfois sans raison autre que l'opportunité, au détriment de la diversité, y compris intraspécifique (diversité génétique)

Enfin, les conditions d'effacement des dettes auprès du FFN sont très critiquables : cela a constitué une aubaine pour de nombreux propriétaires, sans aucune contrepartie pour la collectivité qui avait financé.